# Crataegus pseudoheterophylla
Crataegus pseudoheterophylla är en rosväxtart som beskrevs av Antonina Ivanovna Pojarkova. Crataegus pseudoheterophylla ingår i Hagtornssläktet som ingår i familjen rosväxter.

## Underarter
Arten delas in i följande underarter:
- C. p. pseudoheterophylla
- C. p. turcomanica
- C. p. turkestanica